# Grunn (computerspel)
Grunn is een puzzelavonturen- en horrorspel ontwikkeld door computerspelontwikkelaar Tom van den Boogaart, medeoprichter van het Nederlandse collectief Sokpop Collective. Het spel werd op 4 oktober 2024 uitgebracht voor Windows en macOS.

## Spelverloop
De speler speelt de rol van een hovenier die is ingehuurd om een tuin te onderhouden in het noorden van Nederland. De taken omvatten het maaien van het gras, het water geven van de planten, het snoeien van de heggen en het opruimen van afval. Echter, veel van de benodigde gereedschappen zijn in het begin zoek, waardoor de speler de omgeving moet verkennen om deze te vinden. De speler heeft slechts één weekend de tijd om de klus te voltooien.
Terwijl de speler vordert, komen onverwachte wendingen en duistere elementen naar voren, die een contrast vormen met de aanvankelijk rustige setting. Het spel combineert horror, mysterie en puzzels, en bevat surrealistische elementen, zoals niet-euclidische ruimtes.
Naast de tuin kan de speler ook het nabijgelegen dorp verkennen, waar meer aanwijzingen te vinden zijn. Grunn heeft een dag- en nachtcyclus, waarbij het wordt afgeraden om ’s nachts buiten te zijn. Het spel kent meerdere eindes, afhankelijk van de keuzes van de speler.
De visuele stijl van Grunn is cartoonesk en minimalistisch, met invloeden van eerdere Sokpop-spellen.

## Ontwikkeling en uitgave

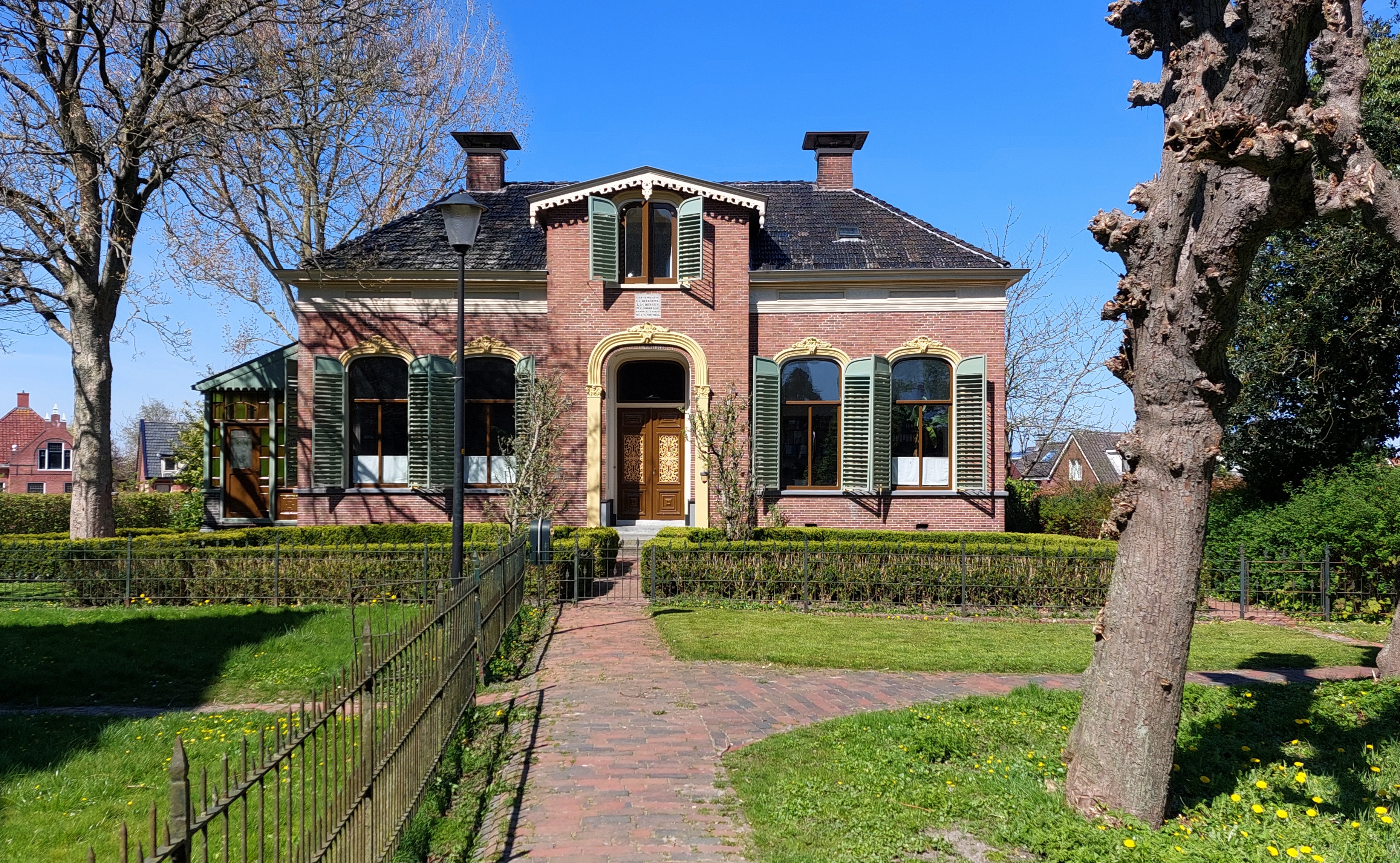
Het huis in Middelstum dat als inspiratie diende voor het huis in het spel

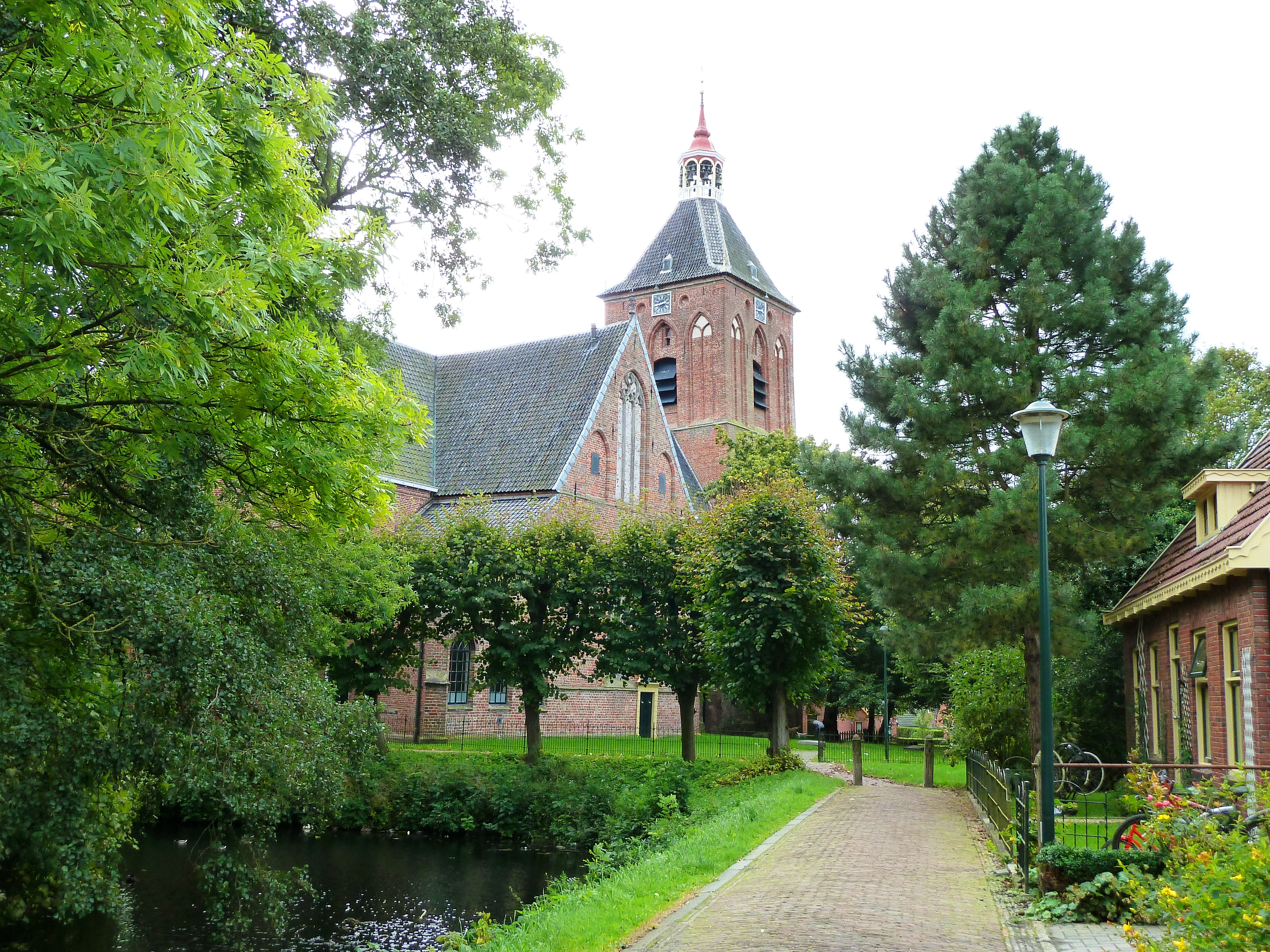
De Sint-Hippolytuskerk in Middelstum en de omliggende omgeving, die ook in het spel zijn verwerkt

De ontwikkeling van Grunn werd geleid door Tom van den Boogaart, een computerspelontwikkelaar uit Gouda, die tijdens de ontwikkeling in Utrecht woonde. Van den Boogaart is lid van Sokpop Collective, waar hij in 2017 medeoprichter van was. Sokpop staat bekend om het uitbrengen van kleine, korte spellen, maar na het uitbrengen van meer dan honderd spellen besloot het collectief meer tijd te investeren in grotere projecten, waaronder Grunn. De ontwikkeling van Grunn nam ongeveer twee jaar in beslag, waarbij Van den Boogaart zowel vanuit Middelstum als Utrecht werkte.
Grunn is een persoonlijk project van Van den Boogaart, geïnspireerd door het huis en tuin van zijn vader in Middelstum. Daarnaast reconstrueerde hij de Sint-Hippolytuskerk en het aangrenzende park. Van den Boogaart haalde inspiratie uit de serie Twin Peaks en de spellen Silent Hill en The Stanley Parable. Daarnaast putte Van den Boogaart uit persoonlijke ervaringen, zoals zijn bezoeken aan Schiermonnikoog, wat resulteerde in de toevoeging van een veerboot in het spel.
Tijdens Steam Next Fest in juni 2024 werd er een demo uitgebracht, die vijf verschillende eindes bevatte. Het volledige spel werd op 4 oktober 2024 uitgebracht voor pc en Mac via Steam en Itch.io.

## Ontvangst
Grunn heeft overwegend positieve recensies ontvangen en wordt geprezen om zijn unieke mix van genres, de sfeer, de puzzels en de onverwachte wendingen. Recensenten prezen het spel voor zijn vermogen om de speler te verrassen en voor de manier waarop het de verwachtingen van een eenvoudig spel over tuinieren doorbrak.

### Erkenning
In 2024 werd Grunn bekroond met de A MAZE Digital Moment Award, en in 2025 werd het spel genomineerd voor de 'Outstanding Achievement for an Independent Game'-prijs bij de D.I.C.E. Awards.